# Margareta Bönström
Margareta Gertrud "Bönan" Bönström, född 7 april 1929 i Säffle, död 1 april 2023 i Stockholm, var en svensk tennisspelare och invald i svensk tennis Hall of fame. Hon vann ett SM-guld i damernas dubbel, inomhus och var SM-finalist i singel . Hon blev bland annat både singel- och dubbelmästarinna i staten New York, samt nådde tredje omgången i Grand Slam-turneringarna Wimbledon (1954) och US Open 1957 (kallades då U.S. National Championships).

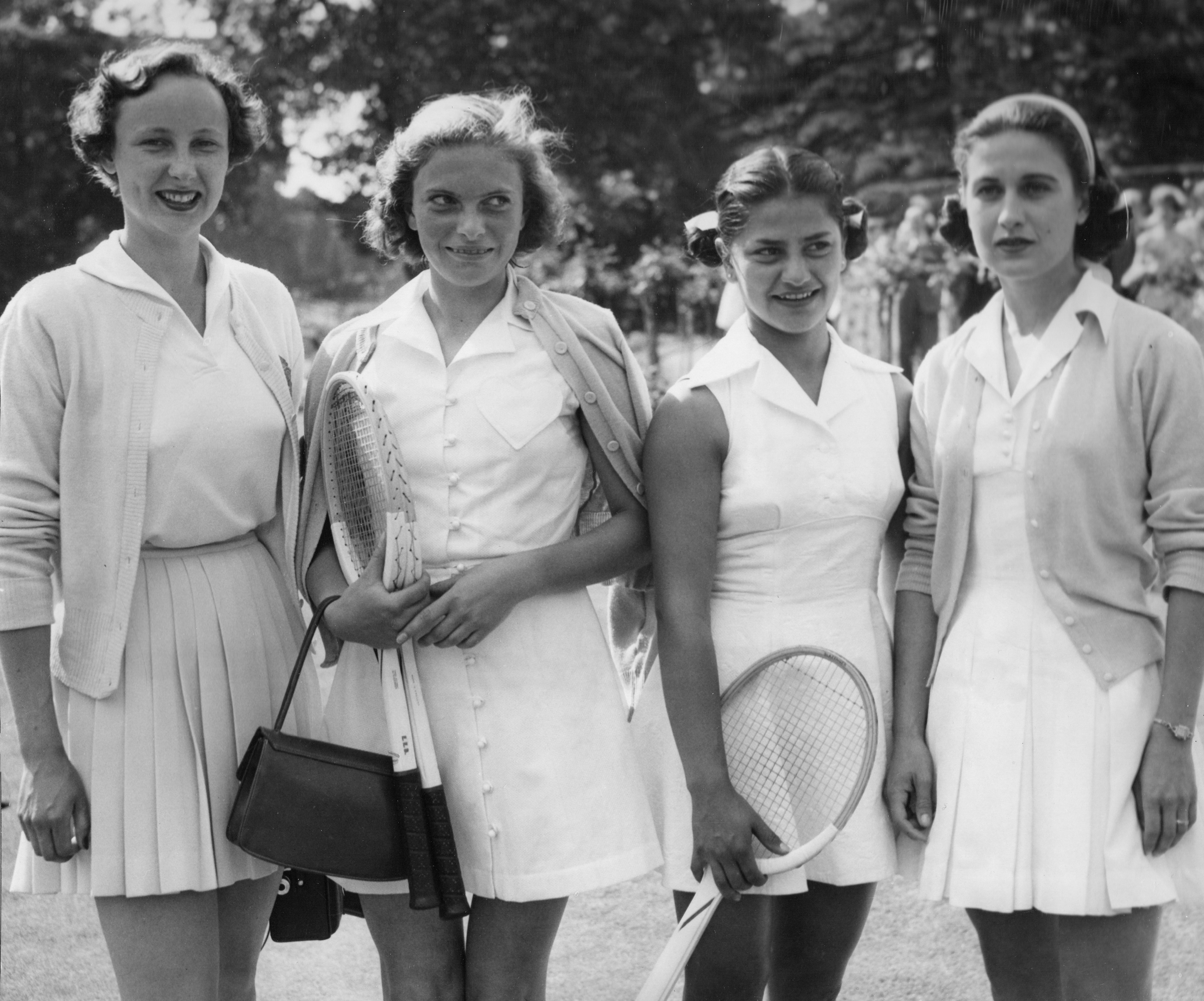
Före Wimbledon - Tennisutställning på Hurlingham 1954. Margareta Bönström, Edda Buding, Melita Ramirez och Dorothy Levine.

Efter sex yrkesår i USA återvände Margareta till Sverige 1962 och arbetade fram till pensioneringen som representant för Garrett International, bland annat med försäljning av högteknologiska produkter till svensk flygindustri.
Margareta blev framför allt känd för sina insatser utanför planen. Hon började sin ideella ledarbana med att skapa Lejonkulan, en årlig nationell damtävling, som hon utvecklade till Ladies Escort Circuit. Senare skapade hon Scandinavian Ladies Circuit och initierade Women's European Tour med flera europeiska, större damtävlingar.
Hon bildade bland annat Svenska tennisförbundets damelitkommitté 1970 och var dess ordförande till 1988 samt arbetade i The Women's International Professional Tennis Council.
Hon blev den första kvinnliga ledamoten i Svenska tennisförbundet 1971, och bildade 1976 den europeiska damproffskommittén där hon också blev ordförande till 1981, men fortsatte vara involverad till 1990. Sedan 1993 var hon Honorary Treasurer i "The International Lawn Tennis Club of Sweden" ("svenska IC"), som är en förening för Davis Cup och Fed Cup-spelare.. Bönström såg till att Sverige fick en WTA-turnering 1987.
När Sveriges tennismuseum valde in henne i Hall of fame beskrev de Bönström som "svensk damtennis Grand Old Lady". Efteråt har det förklarats att hon skapat ett tomrum efter sig.
År 2004 fick hon ta emot Prinsens plakett för sitt ledarskap inom tennisen.